# Koendrafo
Koendrafo is een bestuurslaag in het regentschap Nias Selatan van de provincie Noord-Sumatra, Indonesië. Koendrafo telt 1322 inwoners (volkstelling 2010).